# أحمد أكبري
أحمد أكبري (مواليد 10 فبراير 1947) هو مبارز بالسيف إيراني، مثّل بلاده في الألعاب الأولمبية الصيفية 1976.

## روابط خارجية
- أحمد أكبري على موقع أوليمبيديا (الإنجليزية)